# أندرو كولن
أندرو كولن (بالإنجليزية: Andrew Colin)‏ هو مهندس وعالم حاسوب بريطاني، ولد في 1936، وتوفي في 25 سبتمبر 2018.